# Comté de Gävleborg
Le comté de Gävleborg (en suédois : Gävleborgs län) est un comté suédois situé au bord de la mer Baltique. Il est voisin des comtés de Uppsala, Västmanland, Dalarna, Jämtland et Västernorrland. Sa capitale est Gävle.

## Provinces historiques
Le territoire du comté correspond aux anciennes provinces historiques de Gästrikland et Hälsingland
Pour l’histoire, la géographie et la culture, voir Gästrikland et Hälsingland

## Administration
Le comté de Gävleborg fut formé en 1762, lorsque son territoire fut séparé du comté de Västernorrland.
Les principales missions du conseil d’administration du comté (Länsstyrelse), dirigé par le préfet du comté, sont de satisfaire aux grandes orientations fournies par le Riksdag et le gouvernement, de promouvoir le développement du comté et de fixer des objectifs régionaux.

## Villes et localités principales
- Gävle : 67 856 habitants
- Sandviken : 23 028 habitants
- Hudiksvall : 14 996 habitants
- Bollnäs : 12 726 habitants
- Söderhamn : 12 706 habitants
- Hofors : 7 438 habitants
- Valbo : 6 984 habitants
- Ljusdal : 6 149 habitants
- Edsbyn : 4 189 habitants
- Iggesund : 3 512 habitants

## Héraldique
| Blason | Blasonnement : Écartelé d'argent à un élan de gueules passant onglé et accorné d'or accompagné de treize heurtes, et de sable à une chèvre d'or rampant onglée et accornée de gueules. Commentaires : Le blason du comté de Gävleborg est une combinaison des armes des provinces historiques de Gästrikland et Hälsingland. Lorsqu’une couronne royale y est ajoutée, le blason symbolise alors le conseil d’administration du comté. |

## Communes

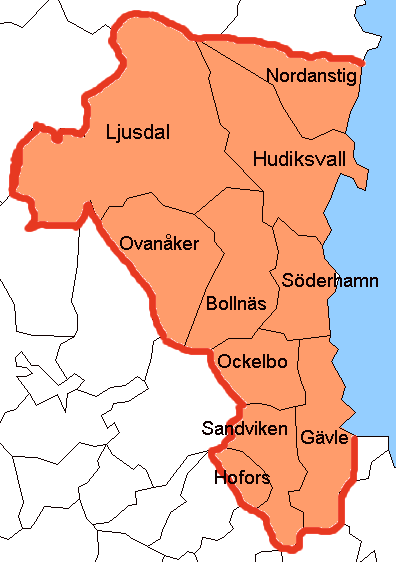
Cartes des communes de Gävleborg

Le comté de Gävleborg est subdivisé en 10 communes (Kommuner) au niveau local :
- Bollnäs
- Gävle
- Hofors
- Hudiksvall
- Ljusdal
- Nordanstig
- Ockelbo
- Ovanåker
- Sandviken
- Söderhamn